# Johnny McCarthy
John Joseph „Johnny” McCarthy  (ur. 25 kwietnia 1934 w Buffalo, zm. 9 maja 2020 tamże) – amerykański koszykarz, występujący na pozycji rozgrywającego, mistrz NBA z 1964 roku, po zakończeniu kariery trener koszykarski.
Jest pierwszym i jednym z zaledwie trzech zawodników w historii NBA, którzy zanotowali triple-double podczas swojego debiutu w play-off. 16 marca 1960 roku zanotował 13 punktów, 11 zbiórek oraz 11 asyst w spotkaniu z Minneapolis Lakers. Pozostali zawodnicy, którzy tego dokonali to Magic Johnson (1980) i LeBron James (2006).

## Osiągnięcia
NCAA
- Uczestnik rozgrywek Elite Eight NCAA (1955, 1956)
- Mistrz sezonu regularnego konferencji Western New York Little Three (1956)

NBA
- Mistrz NBA (1964)[2]
- Wicemistrz NBA (1960, 1961)[2]